# Alexandros Rizos Rangavis
Alexandros Rizos Rangavis (även Rangabé, Rangabes, Rankabēs, Rankavis, Rhangabe, Rhankaves, grekiska: Αλέξανδρος Ρίζος Ραγκαβής), född 25 december 1810 i Konstantinopel, död 28 juni 1892 i Aten, var en nygrekisk skald, arkeolog, patriot och politiker. Han var far till Kleon Rizos Rangavis.

## Biografi
Rangavis tillhörde en ursprungligen fanariotisk släkt, varav flera medlemmar intagit framstående rum i den nygrekiska historien och litteraturen; hans far var den som historieskrivare bekante Joannes Rizos Rangavis. Sin första uppfostran erhöll han huvudsakligen i Odessa, dit föräldrarna efter grekiska upprorets början i Donaufurstendömena 1821 tagit sin tillflykt. I München från 1825 utbildad till militär, inträdde han som artilleriofficer i den bayerska och efter 1829 i den grekiska hären. 
Rangavis övergav dock snart denna bana och ägnade sig efter 1831 åt vetenskaplig och politisk verksamhet. År  1837 stiftade han det arkeologiska sällskapet i Aten. Han beklädde flera poster inom den inre administrationen, inlade särskilt stora förtjänster om undervisningens reformering speciellt efter tyskt mönster och blev 1845 professor i arkeologi vid Atens universitet.  Åren 1856–59 var han utrikesminister och representerade sedan Grekland som gesant vid flera hov, sist Berlins (till 1887), där han också på kongressen 1878 företrädde Grekland.
Rangabes var en bland det nya Greklands allra främsta män, och såväl i litterärt som i politiskt hänseende utövade han ett kraftigt inflytande. Som forskare sysslade han med sitt lands arkeologi, epigrafik och historia och befordrade särskilt genom flera läroböcker undervisningen. Bland hans vetenskapliga arbeten märks Antiquités helléniques (två band, 1842–55), innehållande inskrifter med översättning och kommentar (vartill sluter sig ett arbete om epigrafik), den antika konstens historia (1865–66), lexikon över den grekiska arkeologin och en framställning av de forngrekiska staternas författningar (1877). Slutligen utgav han smärre skrifter av växlande innehåll samt lämnade bidrag till och var medredaktör av flera tidskrifter av vetenskapligt och skönlitterärt innehåll till exempel "Pandora", "Eranistes", "Efemeris archaiologike"). Han var mindre lyckad i sitt försvar för tillämpningen av det nygrekiska uttalet på klassisk grekiska (itacism). Han var även verksam som litteraturhistoriker, inom vilket ämne han publicerade Precis d'une histoire de la litterature néohellénique (två band, 1877) samt (tillsammans med D. Sanders) Geschichte der neugriechischen Literatur (1886). 
Rangavis bedrev även ett omfattande skönlitterärt författarskap. Från 1872 utgavs hans samlade skönlitterära arbeten i 13 band, av vilka de sju första endast innehåller de poetiska. Förutom lyriska dikter av växlande art och innehåll skrev han flera episka och dramatiska verk. Bland de förra märks Demos och Helena (en berättelse om en palikars romantiska öden och, liksom Den resande flickan, författad på den i folkvisorna vanliga folkdialekten). Hans största episka alster är dikten Folkbedragaren, som spelar på Katarina II:s tid. Bland flera prosanoveller torde den romanartade berättelsen Fursten av Morea vara den förnämsta. Med ämnen från den grekiska äldre och nyare historien skrev han fyra tragedier samt tre komedier, av vilka den om Aristofanes komik påminnande Kutrulis bröllop är mest känd. 
Rangavis syster Euphrosyne var gift med den svenske järnvägsbyggaren greve Adolf Eugène von Rosen och mor till målaren professor Georg von Rosen. Han skrev sig själv, när han begagnade annat språk, Rangabé.